# 阿迦汗一世
阿迦汗一世 (波斯語：‎或آقا خان اوّل)，本名为：哈桑·阿里-沙阿(波斯語：‎)，為伊斯兰教什叶派伊斯玛仪派尼扎里教派的领袖，其后代在印度形成一个极有势力的家族。
阿迦汗一世生于波斯，他的家族是先知穆罕默德的直系后代。阿迦汗一世在波斯曾任克尔曼省的总督。1840年，他企图推翻当政的卡扎尔王朝，结果遭到失败被迫流亡。他为躲避政府追捕而逃到印度，定居于信德。阿迦汗一世在印度发展了自己的信徒。他与英国殖民当局合作，以帮助英国人控制印度边境部落。后来，他成为印度（包括巴基斯坦）、叙利亚和非洲伊斯玛仪派公认的首领。